# Tratado de Trípoli
El Tratado de Trípoli (Tratado de Paz y Amistad entre los Estados Unidos de América y el Bey y súbditos de Trípoli de Berbería) fue firmado en 1796. Fue el primer tratado entre los Estados Unidos y Trípoli (actualmente Libia) para garantizar derechos de navegación comercial y proteger a los barcos estadounidenses en el mar Mediterráneo de los locales piratas berberiscos.
Fue redactado por Joel Barlow, un ferviente republicano jeffersoniano, y firmado en Trípoli el 4 de noviembre de 1796, y en Argel (por un testigo tercero) el 3 de enero de 1797. Fue ratificado por el Senado de los Estados Unidos unánimemente y sin debate el 7 de junio de 1797, entrando en vigor el 10 de junio de 1797, con la firma del Presidente John Adams.
Al suceder a Adams como presidente, Thomas Jefferson se negó a continuar pagando a Tripolitania los tributos estipulados en este tratado, lo que condujo parcialmente a la Primera guerra berberisca. Un tratado posterior, el Tratado de Paz y Amistad, fue firmado el 4 de junio de 1805.
El tratado es frecuentemente citado en discusiones acerca del papel de la religión en el gobierno de los Estados Unidos, debido a una cláusula en la Artículo 11 de la traducción al idioma inglés que fue ratificada por el Senado y firmada por el presidente, la cual establece: «El Gobierno de los Estados Unidos de América no está, en ningún sentido, fundado en la religión cristiana». Sin embargo, traducciones modernas del tratado oficial confirman que tal frase no existe en el texto en árabe.

## Piratas berberiscos
Durante tres siglos, hasta el momento del tratado, las rutas marítimas del Mar Mediterráneo habían sido asaltadas por los estados musulmanes norteafricanos de la Costa Berberisca (Trípoli, Argel, Marruecos y Túnez) mediante el corso (piratería autorizada por los gobiernos). Los rehenes capturados por los piratas berberiscos eran liberados a cambio de rescate o forzados a la esclavitud, contribuyendo al amplio comercio de esclavos en el Imperio otomano (del cual los estados berberiscos eran parte). La vida de los cautivos solía ser dura, especialmente para los cristianos, y muchos morían por el maltrato recibido.
Antes de la Revolución americana (1775–1783), las colonias británicas en Norteamérica eran protegidas de los piratas berberiscos por buques de guerra británicos de la Royal Navy y mediante tratados. Durante la Revolución, el Reino de Francia formó una alianza con las antiguas colonias británicas en 1778, ahora proclamadas independientes como Estados Unidos de América, y asumió la responsabilidad de proteger con la Armada francesa a los barcos mercantes estadounidenses en el Mediterráneo y el este del Atlántico contra los piratas berberiscos. Tras el fin de la Guerra Revolucionaria y después de que los nuevos Estados Unidos lograran su independencia con la firma del Tratado de París (1783), tuvieron que enfrentar por sí mismos la amenaza de los piratas berberiscos. Dos barcos americanos fueron capturados por piratas argelinos en julio de 1785, y los sobrevivientes obligados a la esclavitud, siendo fijado su rescate en 60,000 dólares. Un rumor de que Benjamin Franklin, quien viajaba en ese tiempo desde Francia hacia Filadelfia, había sido capturado por piratas berberiscos, generó gran conmoción en los Estados Unidos. Tras la disolución de la antigua Armada Continental y la venta de su último buque de guerra por parte del Congreso de la Confederación en 1785, y ahora sin una marina permanente, mucho menos una marina capaz de proyectar poder a través del océano, los EEUU se vieron obligados a pagar tributos en dinero y bienes a los estados berberiscos por la seguridad de sus barcos y la libertad de sus ciudadanos capturados. Como informó el teniente y cónsul William Eaton al recién nombrado Secretario de Estado John Marshall en 1800, «es una máxima de los Estados Berberiscos que 'Los cristianos que quieran estar en buenos términos con ellos deben luchar bien o pagar bien'».
Poco después de la formación de los Estados Unidos, el corso en el Mar Mediterráneo y el este del Océano Atlántico por parte de las naciones de la Costa Berberisca impulsó a los EEUU a iniciar una serie de los llamados tratados de paz, conocidos colectivamente como los Tratados berberiscos. Se negociaron tratados individuales con Marruecos (1786), Argel (1795), Trípoli (1797) y Túnez (1797), cada uno de ellos en más de una ocasión. El cónsul general de los Estados Unidos ante los estados berberiscos de Argel, Trípoli y Túnez fue Joel Barlow, quien gestionó el texto de varios tratados (incluyendo el Tratado de Trípoli) y apoyó los esfuerzos diplomáticos estadounidenses en la Costa Berberisca. El Comisionado Plenipotenciario (y ministro ante el Reino de España en Madrid) de los Estados Unidos, David Humphreys, recibió la autorización para establecer un tratado con Trípoli y asignó a Joel Barlow y Joseph Donaldson para negociarlo. Fue Joel Barlow quien certificó las firmas del original en árabe y la copia en inglés que se le proporcionó. Más tarde, el capitán Richard O'Brien, USN, estableció el transporte original de los bienes negociados junto con el tratado, pero fue el cónsul estadounidense James Leander Cathcart quien entregó los pagos finales requeridos por el tratado.

## Firma y ratificación
El primer presidente estadounidense, George Washington, nombró a su antiguo colega David Humphreys como Comisionado plenipotenciario el 30 de marzo de 1795, con el fin de negociar un tratado con las potencias berberiscas. El 10 de febrero de 1796, Humphreys nombró a Joel Barlow y Joseph Donaldson como «agentes menores» para formalizar un «Tratado de Paz y Amistad». Bajo la autoridad de Humphreys, el tratado fue firmado en Trípoli el 4 de noviembre de 1796 y certificado en Argel el 3 de enero de 1797. Humphreys revisó el tratado y lo aprobó en Lisboa el 10 de febrero de 1797.
El tratado oficial estaba en árabe, y una versión traducida por el cónsul general Barlow fue ratificada por los Estados Unidos el 10 de junio de 1797. Se ha afirmado que el Artículo 11 del tratado no formaba parte del original en árabe; en su lugar figura una carta del Dey de Argel al Pachá de Trípoli. Sin embargo, fue el texto en inglés el que ratificó el Congreso. Miller dice: «la traducción de Barlow es la que fue presentada al Senado (American State Papers, Foreign Relations, II, 18–19) y que se imprimió en los Statutes at Large y en las colecciones de tratados en general; es ese texto inglés el que en los Estados Unidos siempre se ha considerado como el texto del tratado».
El tratado pasó siete meses viajando desde Trípoli a Argel, luego a Portugal y, finalmente, hacia el oeste cruzando el Océano Atlántico Norte hasta los Estados Unidos, siendo firmado por funcionarios en cada parada a lo largo del camino. No existe registro alguno de discusión o debate sobre el Tratado de Trípoli en el momento en que fue ratificado. Sin embargo, existe una declaración hecha por el presidente John Adams en el documento que dice:

Ahora sea sabido, que yo, John Adams, presidente de los Estados Unidos de América, habiendo visto y considerado dicho tratado, con el consejo y consentimiento del Senado, lo acepto, ratifico y confirmo, y cada cláusula y artículo del mismo. Y con el fin de que dicho tratado sea observado y ejecutado de buena fe por parte de los Estados Unidos, he ordenado que lo anterior sea hecho público; y por la presente ordeno y requiero a todas las personas que ejerzan un cargo civil o militar dentro de los Estados Unidos, así como a todos los demás ciudadanos o habitantes del mismo, observar y cumplir fielmente dicho tratado y cada cláusula y artículo del mismo.

Los registros oficiales muestran que después de que el presidente John Adams enviara el tratado al Senado de los EEUU para su ratificación en mayo de 1797, el tratado entero fue leído en voz alta ante el pleno del Senado, imprimiéndose copias para cada senador. Un comité examinó el tratado y recomendó su ratificación. Veintitrés de los treinta y dos senadores activos estuvieron presentes en la votación del 7 de junio, en la que se aprobó por unanimidad la recomendación de ratificación.

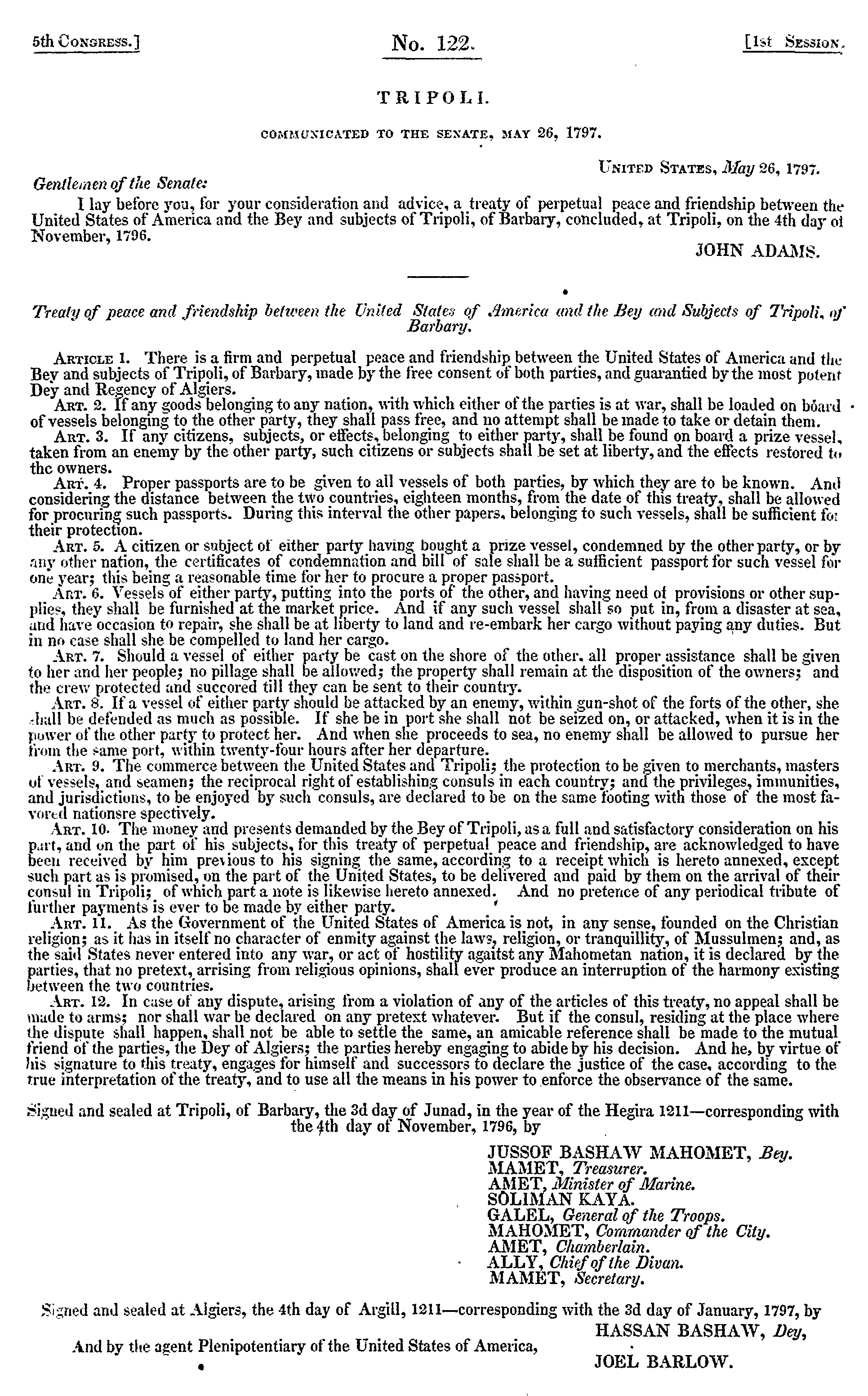
El Tratado de Trípoli tal como fue presentado al Congreso

Sin embargo, antes de que alguien en los Estados Unidos viera el tratado, parte de los pagos requeridos, en forma de bienes y dinero, ya había sido realizada. Como declaró Barlow: «La presente escritura realizada por nuestra mano y entregada al capitán americano O'Brien hace saber que nos ha entregado cuarenta mil dólares españoles, —trece relojes de oro, plata y pinsbach,— cinco anillos, de los cuales tres de diamantes, uno de zafiro y uno con un reloj en él, ciento cuarenta piques de tela y cuatro caftanes de brocado,—y todo esto en razón de la paz concluida con los americanos.» Sin embargo, esta fue una cantidad incompleta de los bienes estipulados en el tratado (según el Pachá de Trípoli) y fue necesario pagar 18,000 dólares adicionales por parte del cónsul americano James Leander Cathcart a su llegada el 10 de abril de 1799.

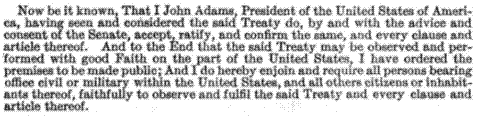
Declaración de firma del presidente Adams

No fue sino hasta que se entregaron estos bienes finales que el Pachá de Trípoli reconoció oficialmente el tratado. En Treaties and Other International Acts of the United States of America de David Hunter Miller, considerada una colección autorizada de acuerdos internacionales de los Estados Unidos entre 1776 y 1937, Hunter Miller describe: «Mientras la ratificación original permanecía en manos de Cathcart ... es posible que una copia de la misma fuera entregada al momento del acuerdo del 10 de abril de 1799, y además es posible que hubo algo parecido a un intercambio de ratificaciones del tratado en o alrededor del 10 de abril de 1799, el día del acuerdo convenido.» Es entonces cuando el Pachá declara en una carta a John Adams el 15 de abril de 1799: «Por lo cual hemos consumado la Paz que, por nuestra parte, será inviolable, siempre y cuando ustedes deseen tratarnos como hacen con otras Regencias, sin que exista ninguna diferencia entre nosotros. Esto es todo lo que tenemos, por el momento, que decirle, deseándole al mismo tiempo la más ilimitada prosperidad.»

### Artículo 11
El artículo 11 ha sido y es un punto de controversia en disputas culturales populares sobre la doctrina de la separación de iglesia y Estado respecto a los principios fundacionales de los Estados Unidos. A pesar de la ratificación por parte del Senado estadounidense del texto en inglés que contenía el Plantilla:No wrap, la página que incluye el artículo 11 está ausente de la versión en árabe del tratado. El propósito contemporáneo del artículo 11 era dejar claro que los Estados Unidos eran un Estado laico, y tranquilizar a los musulmanes de que el acuerdo no era con una extensión de las antiguas naciones cristianas que participaron en las Cruzadas.
El artículo 11 dice:

Art. 11. Como el Gobierno de los Estados Unidos de América no está, en ningún sentido, fundado en la religión cristiana; como en sí mismo no tiene carácter de enemistad contra las leyes, religión o tranquilidad de los musulmanes; y como dichos Estados nunca han entrado en guerra o acto de hostilidad contra ninguna nación mahometana, las partes declaran que ningún pretexto surgido de opiniones religiosas producirá jamás una interrupción de la armonía existente entre ambos países.

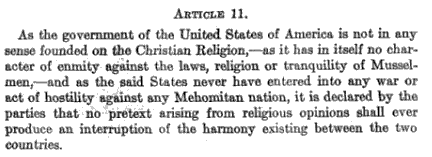
Artículo 11

Según Frank Lambert, profesor de Historia en la Universidad Purdue, las garantías del artículo 11 fueron «destinadas a disipar los temores del Estado musulmán insistiendo en que la religión no regiría la interpretación ni la aplicación del tratado. John Adams y el Senado dejaron claro que el pacto era entre dos Estados soberanos, no entre dos potencias religiosas». Lambert escribe:

Con sus acciones, los Padres Fundadores dejaron claro que su principal preocupación era la libertad religiosa, no el avance de una religión estatal. Los individuos, y no el gobierno, definirían la fe y la práctica religiosa en los Estados Unidos. Así, los Fundadores aseguraron que, en ningún sentido oficial, América sería una República Cristiana. Diez años después de que la Convención Constitucional terminara su labor, el país aseguró al mundo que los Estados Unidos eran un Estado laico y que sus negociaciones se adherirían al gobierno de la ley, no a los dictados de la fe cristiana. Las garantías estaban contenidas en el Tratado de Trípoli de 1797 y tenían como finalidad tranquilizar al Estado musulmán, insistiendo en que la religión no regiría la interpretación ni la aplicación del tratado. John Adams y el Senado dejaron claro que el pacto era entre dos Estados soberanos, no entre dos potencias religiosas.

El tratado fue publicado en la Philadelphia Gazette y en dos periódicos de Nueva York, con solo escasa disidencia pública (notablemente por parte de William Cobbett).

### Disidencia posterior
Un miembro destacado del gabinete de Adams, el Secretario de Guerra James McHenry, afirmó que protestó por el lenguaje del Artículo 11 antes de su ratificación. Escribió al Secretario del Tesoro Oliver Wolcott Jr., el 26 de septiembre de 1800: «El Senado, mi buen amigo, y lo dije en su momento, nunca debió haber ratificado el tratado aludido, con la declaración de que 'el gobierno de los Estados Unidos no está, en ningún sentido, fundado en la religión cristiana.' ¿En qué otra cosa está fundado? Este acto siempre me pareció como pisotear la cruz. No recuerdo que Barlow siquiera fuera reprendido por este ultraje contra el gobierno y la religión.»

### Traducción y Artículo 11

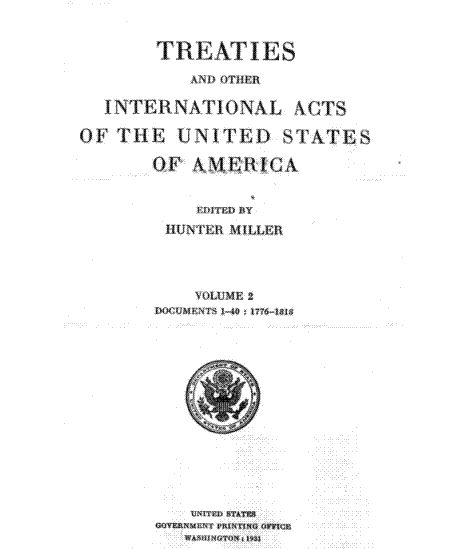
Investigación y notas de Miller

La traducción del Tratado de Trípoli realizada por Barlow ha sido cuestionada, y se ha debatido si el Artículo 11 de la versión en inglés del tratado ratificada por el Senado americano corresponde a algún texto similar en la versión árabe.
En 1931, Hunter Miller completó un encargo del gobierno de los Estados Unidos para analizar los tratados estadounidenses y explicar cómo funcionan y qué significan para la posición legal de los Estados Unidos en relación con el resto del mundo. Según las notas de Hunter Miller, «la traducción de Barlow es, en el mejor de los casos, un pobre intento de parafrasear o resumir el sentido del árabe» y «el Artículo 11 ... no existe en absoluto».
Tras comparar la versión en inglés de Barlow con la versión en árabe y la italiana, Miller continúa afirmando que:

El texto árabe que se encuentra entre los artículos 10 y 12 es, en forma, una carta, burda y ampulosa y, además, bastante intrascendente, del Dey de Argel al Pachá de Trípoli. Cómo llegó ese texto a ser escrito y a ser considerado, como en la traducción de Barlow, como el artículo 11 del tratado según aparece allí, es un misterio y aparentemente así debe permanecer. Nada en la correspondencia diplomática de la época arroja luz alguna sobre este punto.

De esto, Miller concluye: «Otro misterio, quizá igual de relevante, es el hecho de que desde 1797 la traducción de Barlow haya sido aceptada, de forma confiada y universal, como el justo equivalente del árabe... aun cuando existen pruebas del carácter erróneo de la traducción de Barlow en los archivos del Departamento de Estado, probablemente desde 1800 o antes». Sin embargo, como señaló Miller:

Debe recordarse que la traducción de Barlow es la que se presentó al Senado (American State Papers, Foreign Relations, II, 18–19) y que se imprimió en los Statutes at Large y en las colecciones de tratados en general; es ese texto en inglés el que en Estados Unidos siempre se ha considerado como el texto del tratado.

Sin importar las diferencias entre los textos en árabe e inglés, la traducción de Barlow (incluido el Artículo 11) fue el texto presentado por el presidente y ratificado por unanimidad en 1797 por el Senado de los EEUU siguiendo procedimientos constitucionales estrictos. Según el jurista americano Francis Wharton, el documento original fue redactado por un ex-predicador congregacionalista.

## Guerras berberiscas
El tratado fue quebrantado en 1801 por Yusuf Karamanli, el Pachá de Trípoli, debido a la negativa del presidente Thomas Jefferson de someterse a las demandas del pachá de aumentar los pagos.
A través de posteriores enfrentamientos, Trípoli finalmente aceptó los términos de paz con los Estados Unidos. Tobias Lear negoció un segundo «Tratado de Paz y Amistad» con el pachá Yusuf el 4 de junio de 1805. Para disgusto de muchos americanos, el nuevo acuerdo incluyó el pago de un rescate de 60,000 dólares (equivalentes a $1220800 actuales) para la liberación de prisioneros del USS Philadelphia y varios barcos mercantes estadounidenses. Para 1807, Argel había vuelto a capturar barcos y marineros estadounidenses como rehenes. Distraídos por los preludios de la Guerra de 1812 y la guerra misma, los Estados Unidos no pudieron responder a las provocaciones hasta 1815, con la Segunda guerra berberisca, concluyendo así la Primera y la Segunda guerra berberisca (1800–1815).